# Czarodzieje z Waverly Place (seria 2)
Druga seria serialu telewizyjnego Czarodzieje z Waverly Place została wyemitowana na Disney Channel Polska od 18 kwietnia 2009 do 27 lutego 2010[A], zawiera ona 30 odcinków. Występuje tutaj sześć głównych postaci: Alex Russo (Selena Gomez), Justin Russo (David Henrie), Max Russo (Jake T. Austin), Harper Finkle (Jennifer Stone), Jerry Russo (David DeLuise) oraz Theresa Russo (Maria Canals Barrera).
Postaciami drugoplanowymi są: Dean Moriarty (Daniel Samonas), pan Laritate (Bill Chott), Zeke Beakerman (Dan Benson), Gigi Hollingsworth (Skyler Samuels), Hugh Normous (Josh Sussman), Ronald Longcape Jr. (Chad Duell), Ronald Longcape Sr. (Maurice Godin), T.J. Taylor (Daryl Sabara), Jenny Majorheely (Gilland Jones), Julia Van Heusen (Bridgit Mendler), Cindy Van Heusen (Anne Ramsay), Alucard Van Heusen (JD Cullum), Kelbo Russo (Jeff Garlin).

## Emisja
Druga seria zadebiutowała 12 września 2008 na Disney Channel (USA) odcinkiem „Smarty Pants”. Natomiast w Polsce miała swoją premierę 18 kwietnia 2009, wyemitowano wtedy odcinek „Saving WizTech”. W USA ostatni odcinek serii, „Retest”, wyemitowano 21 sierpnia 2009, a w Polsce odbyło się to 27 lutego 2010. Pominięto wówczas cztery odcinki serii. 14 września 2010 wyemitowano odcinek „My Tutor, Tutor”, zaś następnego dnia „Don't Rain On Justin's Parade – Earth”. 16 października dwa ostatnie odcinki serii: „Paint By Committee” oraz „Wizard for a Day”.

## Streszczenie
Alex (Selena Gomez) i Justin (David Henrie) wpadają w sidła swoich pierwszych życiowych miłości; śmiertelnika Deana Moriarty (Daniel Samonas) i wampirzycy Julii Van Heusen (Bridgit Mendler). Najlepsza przyjaciółka Alex, śmiertelniczka Harper Finkle (Jennifer Stone) w końcu dowiaduje się o magicznych zdolnościach rodzeństwa Russo. Tymczasem Jerry (David DeLuise) wciąż stara się przygotować swoje dzieci do przyszłego konkursu czarodziejów, w którym to tylko jedno z rodzeństwa zatrzyma magiczne zdolności jako dorosły. Do konkursu najlepiej przygotowany jest Justin, który jest pewien swojej wygranej nad Alex i Maxem (Jake T. Austin). Ojciec stara się też wybrać dla dzieci odpowiedni plan B na przyszłość, który utrzyma dwójkę rodzeństwa pozbawionych magii. Wszystkiemu przeciwna jest ich matka, Theresa (Maria Canals Barrera), która stara się trzymać jak najdalej od magii i wprowadzić do rodziny normalne życie śmiertelników.

## Główna obsada
| Bohater       | Aktor                | Polski dubbing   |
| ------------- | -------------------- | ---------------- |
| Alex Russo    | Selena Gomez         | Anna Wodzyńska   |
| Justin Russo  | David Henrie         | Rafał Kołsut     |
| Max Russo     | Jake T. Austin       | Piotr Janusz     |
| Harper Finkle | Jennifer Stone       | Monika Węgiel    |
| Jerry Russo   | David DeLuise        | Jarosław Boberek |
| Theresa Russo | Maria Canals Barrera | Anna Gajewska    |

## Lista odcinków
| 22 | Smarty Pants                          | Spodnie Wiedzy                                    | Victor Gonzalez | Todd J. Greenwald           | 12 września 2008     | 25 kwietnia 2009     | 3.99 |
| Theresa przychodzi na lekcje czarów w zastępstwie za męża. W końcu jednak nie wytrzymuje i wychodzi, a Justin ją zastępuje, pokazując Alex i Maxowi magiczne części ubioru tj. czapka snu i spodnie wiedzy. Następnego dnia w szkole Alex razem z chłopakiem, który bardzo się jej podoba – Deanem Moriartym przygotowuje salę na szkolny konkurs wiedzy. Zapatrzona w Deana dziewczyna przez przypadek eliminuje jedną z zawodniczek konkursu wiedzy, przez co Harper jest na nią zła. Ta postanawia pomóc przyjaciółce i zastąpić Nellie, wkładając spodnie wiedzy. W czasie konkursu Alex ku zaskoczeniu Justina, który gra w przeciwnej drużynie odpowiada na wszystkie pytania i jej drużyna wygrywa, ale Harper jest na nią zła, gdyż to ona chciała zabłysnąć wiedzą. Alex chce jej to wynagrodzić i ściąga spodnie wiedzy na oczach publiczności. Niestety spodnie pozostawiają na niej skutek uboczny – kościste nogi. Tymczasem Max i jego kolega Alfred chcą zarobić, więc sprzedają wodę w butelkach ze szkolnego wodopoju. Magiczne obiekty: koszulka szybkości, czapka snu, spodnie wiedzy. Gościnnie: Daniel Samonas jako Dean Moriarty, Andy Pessoa jako Alfred, Bill Chott jako pan Laritate Role epizodyczne: Veronica Sixtos jako Nellie Rodriguez, Dan Benson jako Zeke, Zack Shada jako Joey, Edwin Kho jako lider Złotej Drużyny Nieobecny: David DeLuise jako Jerry Russo |                                       |                                                   |                 |                             |                      |                      |      |
| 23 | Beware Wolf                           | Strzeż Się Wilka                                  | Victor Gonzalez | Vince Cheung Ben Montanio   | 21 września 2008     | 2 maja 2009          | 4.02 |
| Justin poznaje na „Naszych Czarach” dziewczynę o imieniu Izabella, z którą się umawia. Rodzice ostrzegają go, żeby nie angażował się zbytnio w ten związek, gdyż nie wiadomo kim ona jest. Alex podejrzewa, że z Izabellą jest coś nie tak (gryzie ubrania, pije wodę językiem, goni auta, łapie frisbee zębami i mówi 'cześć!' do wszystkich ludzi w parku). Zakłada, że jest ona psem. Gdy pyta ją o to, dziewczyna mówi Alex i Justinowi, że jest wilkołakiem, a ponieważ Justin ją pocałował, on także zmieni się w wilkołaka. Tak też się dzieje. Justin i Izabella uciekają do parku. Tam Justin robi wszystko, aby rodzice i Alex go usłyszeli, aż w końcu go znajdują. Izabella ucieka, a Justin z pomocą mazidła znów staje się człowiekiem. Magiczne obiekty: Wilkołaki, centaur. Gościnnie: Sarah Ramos jako Izabella, Andy Pessoa jako Alfred Role epizodyczne: Lauren Nightingale jako Renna, Danielle O’Loughlin jako starsza pani Nieobecna: Jennifer Stone jako Harper Finkle Nawiązania: Nasze-Czary to parodia Naszej-Klasy, a w angielskiej wersji WizFace to parodia Facebooka i MySpace. |                                       |                                                   |                 |                             |                      |                      |      |
| 24 | Graphic Novel                         | Ilustrowana Opowieść                              | Mark Cendrowski | Gigi McCreery Perry Rein    | 5 października 2008  | 9 maja 2009          | 4.41 |
| Justin i Max znajdują magiczny pamiętnik Alex, w którym ich siostra rysuje siebie jako księżniczkę z rycerzem (Deanem), kocykiem i pluszowym misiem. Max przez przypadek przenosi do niego największego wroga Alex – Gigi. Ta próbuje się dowiedzieć, kto jest rycerzem Alex, więc ona, Justin i Max także przenoszą się do książki, aby ją powstrzymać. Niestety jest już z a późno, więc Alex stacza z nią pojedynek. Max znów przez przypadek wydostaje ją z magicznego pamiętnika, a Gigi opowiada całej szkole o sekrecie Alex... o Deanie i księżniczce. Alex przyznaje się do wszystkiego na oczach całej szkoły. Zaklęcia: Literarium Terrarium – przenosi kogoś do książki Magiczne obiekty: Magiczny pamiętnik Gościnnie: Daniel Samonas jako Dean Moriarty, Skyler Samuels jako Gigi Role epizodyczne: April Audia jako Miś, Jordan Carroll jako Andy, Lili Ishida jako Laura, Kelsey Sanders jako koleżanka Gigi #1, Heather Trzyna jako koleżanka Gigi #2, Zack Shada jako Joey Nieobecni: David DeLuise jako Jerry Russo i Maria Canals Barrera jako Theresa Russo |                                       |                                                   |                 |                             |                      |                      |      |
| 25 | Racing                                | Wyścigi                                           | Victor Gonzalez | Justine Bateman             | 12 października 2008 | 16 maja 2009         | 4.16 |
| Dean i jego kumple przygotowują się do wyścigów samochodowych, ale mają jeden problem – nie mają samochodu. Alex proponuje mu, aby naprawił stary samochód rodziny Russo, który stoi w garażu i żeby nim pojechał na wyścigi. Gdy są sami w garażu, Alex chce go zapytać czy czuje do niej to co ona do niego, ale wtedy cała ich rodzina wpada do garażu i rusza na przejażdżkę naprawionym wozem. W czasie wyścigów Alex wykorzystuje kilka bezsensownych, magicznych gadżetów, które Max zamówił tj. czytacz snów. Razem z Deanem startuje w wyścigu i tam w końcu mówi mu, że się jej podoba. On mówi jej to samo. Tymczasem Justin udaje przed rodziną, że startuje w biegach przełajowych. Magiczne obiekty: Czytacz myśli, Przenośny Kij, Znikające Ponczo Gościnnie: Daniel Samonas jako Dean Moriarty, Dan Benson jako Zeke Role epizodyczne: Jack Sanderson jako Race MC, Zack Shada jako Joey |                                       |                                                   |                 |                             |                      |                      |      |
| 26 | Alex's Brother, Maximan               | Brat Alex Maximan                                 | Victor Gonzalez | Matt Goldman                | 19 października 2008 | 23 maja 2009         | 4.39 |
| Jerry ma dość tego, że Alex, Justin i Max nie umieją pracować w grupie, więc wymyśla fikcyjnego barowego złodzieja, który ma wkrótce okraść ich bar kanapkowy Waverly Sub Station. Max postanawia zostać superbohaterem – Maximanem i powstrzymać go. Tymczasem Alex mimo ostrzeżeń Harper umawia się z Deanem na rolki i dziwi się czemu Dean nie chce jej pocałować. W końcu gdy to robi, Justin przybiega po Alex i mówi jej, że muszą pomóc Maxowi, który chce złapać barowego złodzieja. Alex idzie z nim, a Dean odbiera to jako odrzucenie z jej strony. W końcu gdy rodzeństwo łapie złodzieja, okazuje się, że był to Jerry. Alex wraca do Deana i przeprasza go, a on jej wybacza. Tymczasem Justin jest zły na ojca, gdyż ominęła go olimpiada robotów, do której długo się przygotowywał. Zaklęcia: Ścianum czepianum! – sprawia, że ktoś może chodzić po ścianach. Lina jak wąż wije się wciąż, wyskocz z moich rąk i tego gościa zwiąż – związuje liną jakąś osobę (działa tylko z trzema czarodziejami) Gościnnie: Daniel Samonas jako Dean Moriarty, Dan Benson jako Zeke. Role epizodyczne: Jack Sanderson jako Roller Rink MC. |                                       |                                                   |                 |                             |                      |                      |      |
| 27-28 | Saving Wiz-Tech                       | Ocalić Wiz-Tech                                   | Bob Berlinger   | Peter Murrieta              | 26 października 2008 | 18 kwietnia 2009     | 4.75 |
| Gdy Wiz Tech zostaje czasowo zamknięte, z powodu plastikowych piłeczek zalegających w całej szkole studenci i ich nauczyciele zostają umieszczeni u rodzin ze świata prawdziwego. U Russo zatrzymuje się profesor Crumbs oraz młody chłopak imieniem Ronald, któremu w oko wpada Alex. Gdy dzięki wspólnym zainteresowaniom magią oboje zaprzyjaźniają się, Ronald zamraża Deana w galarecie i zmieniając się w niego zrywa z Alex. Potem wykorzystuje słabość dziewczyny, zabiera ją na randkę i prosi o naukę w WizTech. Tymczasem Max pomagając profesorowi Crumbsowi przystosować się do życia na ziemi odnajduje w nim przyjaciela, a Justin zgrywa bohatera po tym jak udaje mu się znaleźć sposób na ponowne otwarcie Wiz Tech. Alex zapisuje się do Wiz Tech aby spędzać więcej czasu z Ronaldem. Zupełnie nie ma pojęcia o tym, że Dean został porwany i uwięziony w galarecie przez samego Ronalda. Gdy Justin znajduje na to dowody, jest już za późno, gdyż Alex i Ronald grają w tetherball na Wieży Zła, przez co Alex także staje się zła. Na szczęście profesor Crumbs pomaga Alex przezwyciężyć zło poprzez uczucie, którym Alex darzy Deana. Ronald zostaje złapany, a Alex ratuje Deana i uczy się doceniać jego typowe ludzkie zachowania. Zaklęcia: Tajemne moce przybądźcie tu, zabierzcie go, bo służy złu! – nieznany jest efekt tego zaklęcia, gdyż Justin rzucił je wśród plastikowych piłeczek. Zanurzę cię w galarecie – więzi kogoś w galarecie. Rety, wychodź już z tej galarety – uwalnia kogoś z bloku galarety. Zaklęcie poduszkowe – przenosi kogoś i ten ktoś ląduje na poduszkach (nieznane są słowa tego zaklęcia). Magiczne obiekty: Szkoła Czarodziei, Wiz-World Indastrees. Gościnnie: Daniel Samonas jako Dean Moriarty, Ian Abercrombie jako profesor Crumbs, Josh Sussman jako Hugh Normus, Chad Duell jako Ronald Longcape Jr. i Maurice Godin jako Ronald Longcape Sr. Role epizodyczne: Sara Gonzalez jako cheerleaderka #1, Nikki Blackwell jako cheerleaderka #2, Jessica Dantic jako cheerleaderka #3 |                                       |                                                   |                 |                             |                      |                      |      |
| 29 | Harper Knows                          | Harper Wie                                        | Victor Gonzalez | Gigi McCreery Perry Rein    | 23 listopada 2008    | 6 czerwca 2009       | 4.64 |
| Harper zaprasza Alex na PopCon (festiwal postaci z komiksów). Ta jej odmawia, pomimo tego iż właśnie tego dnia są także urodziny Harper. Następnego dnia do rodziny Russo przybywają czarodzieje-ochroniarze i każą Alex, Justinowi i Maxowi pilnować porządku na PopConie, gdyż jest to ich obowiązek, jako studentów magii. Rodzeństwo razem z Jerrym i Theresą przebierają się za postacie z komiksów i idą na PopCon. Tam spotykają Hugh, który także pomaga pilnować porządku. Tymczasem Alex spotyka Harper, i ta jest na nią zła, gdyż mówiła, że nie przyjdzie. Obraża się na Alex i nie chce jej znać. Alex chcąc odzyskać przyjaciółkę postanawia wyznać przyjaciółce prawdę, o tym że jest czarodziejką. Justin i ochroniarze mają jej to za złe, ale Alex jest nieugięta i wyznaje Harper swój sekret. Zaklęcia: Raz, dwa, przebranie mi daj! – zmieniło przebranie Alex ze Śpiącej laski na Bojową damę. Magiczne obiekty: Goblin, Strój o nad naturalnych właściwościach z mocami Bojowej Damy. Gościnnie: Josh Sussman jako Hugh Normous, Michael A. Shepperd jako oficer Lamp, Brian Scolaro jako Goblin. |                                       |                                                   |                 |                             |                      |                      |      |
| 30 | Taxi Dance                            | Taniec Taksówki                                   | Mark Cendrowski | Peter Murrieta              | 7 grudnia 2008       | 13 czerwca 2009      | 3.80 |
| Theresa dowiaduje się, że taksówka 804, w której urodziła się Alex i którą zawsze jeździli na kolację ma iść na złom. Wszyscy są z tego powodu smutni, więc Alex i Harper idą do właściciela taksówki i chcą, aby coś im dał na pamiątkę. Gdy ten nie zgadza się, Alex używa magii i naprawia taksówkę, przez przypadek także ją ożywiając. Taksówka 804 przywiązuje się do Alex i idzie za nią nawet do szkoły. W końcu, gdy 804 wybija szybę w drzwiach tarasowych domu Russo wszystko wychodzi na jaw. Tymczasem Justin jest zły, że rodzice nie pamiętają pokoju szpitalnego, w którym się urodził, więc postanawia go odnaleźć. Okazuje się, że szpitala już dawno nie ma, a na jego miejscu stoi centrum handlowe i ulubiony sklep Justina z naukowymi gadżetami. Natomiast Max znajduje obok szpitala nosze i przywłaszcza je sobie. Mimo tego, iż rodzice każą mu je odnieść z powrotem do szpitala, Max zatrzymuje nosze dla siebie. Zaklęcia: Na zepsute auto patrzeć już nie mogę, zrób to co potrzeba, by ruszył znów w drogę! – naprawia i jednocześnie ożywia samochód. Nasz samochód nie chce zejść wdrap się tam i go zwięż (zwiąż)! – Związuje latający samochód. Gościnnie: John Capodice jako 'wujek' Al. |                                       |                                                   |                 |                             |                      |                      |      |
| 31 | Baby Cupid                            | Kupidyn                                           | Bob Berlinger   | Vince Cheung Ben Montanio   | 14 grudnia 2008      | 20 czerwca 2009      | 3.78 |
| Tuż przed rocznicową kolacją Jerry i Theresa kłócą się, a kobieta obraża się na męża. Alex sprowadza do ich domu amora, który ma strzelić do mamy strzałą miłości. Niestety Max łamie strzałę i amor – mały bobasek – musi z nimi zostać, aż do naprawienia strzały. Gdy w końcu mu się to udaje, przez przypadek strzela nią w Justina i ten zakochuje się w Harper. Spędzają razem cały dzień, aż Harper zaczyna go mieć dość. Na szczęście miłość ze strzały jest tylko chwilowa, więc następnego dnia Justin odkochuje się w Harper. Tymczasem Jerry dowiaduje się o amorze i razem z Alex i Maxem próbują strzelić nią w Theresę, w czasie, gdy ona podczas dnia otwartego w szkole rozmawia z nauczycielem wychowania do życia w rodzinie i skarży się na swoją rodzinę i męża. Amor nie trafia w nią, ale w starszą panią, która zakochuje się w Jerrym. Zazdrosna Theresa zgodzi się z mężem, a amor znika, gdy ona wbija sobie strzałę w pupę. Gościnnie: Dan Benson jako Zeke, Bill Chott jako pan Laritate, Mark DeCarlo jako amor. Role epizodyczne: Bette Rae jako starsza kobieta, Vince Donvito jako Ninja #1, Daryl Crittenden jako Ninja #2 |                                       |                                                   |                 |                             |                      |                      |      |
| 32 | Make It Happen                        | Będzie się działo                                 | Bob Koherr      | Justin Varava               | 1 stycznia 2009      | 4 lipca 2009         | 3.76 |
| Na jedną z lekcji czarów przybywa pan Stuffleby, czarodziejski agent do spraw przyszłości. Każe wybrać Alex, Justinowi i Maxowi jakieś praktyczne zajęcie, którym w razie przegrania konkursu czarodziejów się zajmą i dzięki któremu będą mogli zarabiać. Max wybiera zawód magika, a Justin i Alex ku niezadowoleniu rodziców, którzy chcieli, aby ich dzieci pracowały w barze zakładają kapelę – Justin gra na gitarze, a Alex śpiewa i gra na perkusji. Ich koncert w Waverly Sub Station porywa ludzi, a pan Stuffleby zgadza się, aby był to ich plan B. Potem okazuje się, że publiczność była wyczarowaną przez Maxa iluzją i Alex z Justinem nie zachwycili tłumu. Alex postanawia wtedy spełnić marzenie ojca... Gość specjalny: Fred Willard jako pan Stuffleby. Role epizodyczne: Josiah Treger jako agent muzyczny, Allie Carieri jako Groupie. Nieobecna: Jennifer Stone jako Harper Finkle Nota: Światowa premiera miała miejsce w Stanach Zjednoczonych 31 grudnia 2008 w czasie centralnym, a na wschodzie był to 1 stycznia 2009 roku. W tym odcinku po raz pierwszy widzimy, jak Selena Gomez gra na perkusji. |                                       |                                                   |                 |                             |                      |                      |      |
| 33 | Fairy Tale                            | Bajka Wróżki                                      | Bob Koherr      | Gigi McCreery Perry Rein    | 25 stycznia 2009     | 18 lipca 2009        | 4.45 |
| Pan Laritate prosi Justina, żeby został reżyserem w sztuce pt. „Piotruś Pan”, a w zamian napisze mu list polecający do Clementain College. Alex, której zadaniem jest malowanie szafek nie chce tego robić więc mówi nauczycielowi, że zagra w sztuce brata. Namawia Harper do roli dzwoneczka, a sama zostaje jej dublerką, ponieważ musiałaby zagrać tylko wtedy gdyby Harper coś się stało. Na jej nieszczęście Harper spada ze sceny i łamie nogę, a Alex musi zagrać dzwoneczka. Razem z przyjaciółką udaje się do świata wróżek i tam wybiera do roli jedną z wróżek – Trzpiotkę. Jednak rodzice się o tym dowiadują i Alex jest zmuszona wystąpić. Fatalnie gra, a na dodatek Zeke, przyjaciel Justina który miał grać Piotrusia ma złamany kark. Wtedy Jerry wystawia na scenę Trzpiotkę... Magiczne obiekty: wróżki. Gościnnie: Dan Benson jako Zeke, Bill Chott jako pan Laritate, Rachel Cannon jako Trzpiotka Role epizodyczne: Jon Ross Bowie jako Simon, Leanna Speer jako wróżka. |                                       |                                                   |                 |                             |                      |                      |      |
| 34 | Fashion Week                          | Tydzień Mody                                      | Victor Gonzalez | Todd J. Greenwald           | 15 lutego 2009       | 25 lipca 2009        | 3.92 |
| Gdy wybijają korki, Alex, Justin i Max chwilowo tracą swoje magiczne zdolności. Harper daje Alex do przetrzymania suknię projektanta Frenchy'ego, której ma strzec jak oka w głowie. Niestety przez przypadek Alex niszczy sukienkę i mówi o tym Harper. Ta jest wściekła, ale Alex proponuje, aby zapomnieli o sprawie, gdyż wtedy Frenchy może też zapomni o sukni. Pomysł jednak nie wypala. Na domiar złego Frenchy nie ma miejsca, w którym mógłby zorganizować pokaz swojej kolekcji, więc Alex proponuje mu bar kanapkowy Waverly Sub Station. Gdy jednak modelki zatruwają się zepsutymi kanapkami, Alex i sławna modelka ratują pokaz. Tymczasem Justin i Zeke próbują poderwać modelki grając z nimi w „Lochy i gargulce”. Magiczne obiekty: Kopiarka z 2D do 3D „Wizinko” (również ożywia plakaty, zdjęcia lub obrazy). Zaklęcia: Jupi-jaj-ej, przedmiot sklej! – skleja rozbity przedmiot. Gość specjalny: Cindy Crawford jako Bibi Rockford. Gościnnie: Willie Garson jako pan Frenchy, Dan Benson jako Zeke. Role epizodyczne: Katie Savoy jako Modelka #1, Elizabeth Tsing jako Modelka #2, Chloe Dykstra jako Modelka #3. Nieobecni: Jake T. Austin jako Max Russo i Maria Canals Barrera jako Theresa Russo. |                                       |                                                   |                 |                             |                      |                      |      |
| 35 | Helping Hand                          | Pomocna Dłoń                                      | Bob Koherr      | Jay Baxter Shaun Zaken      | 16 lutego 2009       | 31 października 2009 | 4.46 |
| Justin wykonuje pomocną dłoń, która ma pomagać zapracowanym czarodziejom. Jerry powierza wszystkie domowe prace Alex i Maxowi, jednak Alex używa pomocnej dłoni, żeby ta robiła za nią pracę. Niestety dłoń jest tak zmęczona, że nie chce być posłuszna na prezentacji, gdzie ocenia ją inspektor Spellman, który ma ocenić pracę Justina. Dopiero, gdy Alex prosi ją, aby zrobiła to dla Justina, rączka zgadza się. Zaklęcia: Niech, niech stanie się nowa broń pomocna dłoń! – stwarza pomocną dłoń. Gościnnie: John Doe jako inspektor Spellman, Kate VanDevender jako Pomocna ręka. Nawiązanie: Pomocna ręka to aluzja do „Rączki” z Rodziny Addamsów. |                                       |                                                   |                 |                             |                      |                      |      |
| 36 | Art Teacher                           | Nauczycielka Sztuki                               | Victor Gonzalez | Todd J. Greenwald           | 1 marca 2009         | 5 marca 2009         | 4.10 |
| Alex dowiaduje się, że nauczycielka plastyki to nastolatka, którą TJ zamienił w 40-letnią kobietę po ich zerwaniu. Alex ją odczarowuje, a ona rzuca pracę nauczycielki plastyki, a na zastępstwo przychodzi pan Laritate. Gdy widzi, że Alex naprawdę zależy na prawdziwym nauczycielu plastyki, obiecuje jej, że kogoś znajdzie. Tymczasem Justin jest wściekły, gdyż Max udaje, że ma zmyśloną chorobę zwaną Monooranżoza. Z tego powodu przybywają do niego kolejno Misty May-Treanor, sławna siatkarka, a następnie sławny aktor – Dwayne Johnson. Gdy Justin mówi rodzicom o kłamstwie Maxa, oni go nie słuchają, gdyż są przejęci swoimi idolami. Zaklęcia: Posprzątaj, umyj, wyszoruj, o nie! – sprząta wszystko perfekcyjnie. Deflepart animalus! – zamienia kogoś w psa. Łańcuch – drańcuch! – związuje kogoś łańcuchem. Magiczne obiekty: Odczyniacz zaklęć. Goście specjalni: Dwayne Johnson jako on sam, Misty May-Treanor jako ona sama. Gościnnie: Bill Chott jako pan Larritate, Heidi Swedberg jako pani Jennifer Majorhealy, Gilland Jones jako młoda Jennnifer Majorhealy, Daryl Sabara jako T.J. Taylor, Kristi Lauren jako Chelsa. |                                       |                                                   |                 |                             |                      |                      |      |
| 37 | Future Harper                         | Harper Z Przyszłości                              | Bob Koherr      | Matt Goldman Peter Murrieta | 15 marca 2009        | 11 lipca 2009        | 4.16 |
| Harper mówi rodzeństwu Russo o książkach pisanych przez H.J.Darling. Justin po ich przeczytaniu stwierdza że są w nich opowiedziane ich magiczne przygody. Alex, Justin i Max postanawiają to wyjaśnić, więc za pomocą „Aj-psi-psi” transportują się do miejsca zamieszkania owej pisarki – do starej opuszczonej fabryki porcelany. Tam okazuje się, że H.J.Darling to Harper z przyszłości, która przybyła do czasów teraźniejszych, aby pisać o magii, gdyż w przyszłości o magii będą wiedzieć wszyscy. Alex jest na nią wściekła i wraca do domu, gdzie obraża się na Harper. Tymczasem Harper z przyszłości każe Justinowi pogodzić przyjaciółki, za nim będzie za późno. W końcu Alex wybacza Harper i pozwala jej pisać książki o ich przygodach. Zaklęcia: Żeby zmienić rzeczy bieg, niech się lawa zmieni w śnieg – zamienia lawę w śnieg. Magiczne obiekty: „Aj-psi-psi” – urządzenie przenoszące ludzi z jednego miejsca do drugiego, gdzie tylko się chce. Gość specjalny: Rob Reiner jako on sam. Gościnnie: Rachel Dratch jako H.J. Darling, Sanjay jako fotograf. Nieobecni: David DeLuise jako Jerry Russo i Maria Canals Barrera jako Theresa Russo. Nota: H.J. Darling to parodia J.K. Rowling |                                       |                                                   |                 |                             |                      |                      |      |
| 38 | Alex Does Good                        | Alex czyni dobrze                                 | Guy Distad      | Vince Cheung Ben Montanio   | 5 kwietnia 2009      | 20 lutego 2010       | 2.77 |
| Alex spóźnia się do szkoły, więc Pan Laritate przyłapuje ją i bierze do gabinetu. Mówi jej, że jeśli jeszcze raz dziewczyna spóźni się do szkoły, to ją zawiesi. Aby tego uniknąć zapisuje ją do Klubu Pomocników. Gdy Alex przychodzi na zebranie do Klubu Pomocników i dowiaduje się, że członkom tego klubu nie zależy na tym, by pomagać ludziom, tylko by dostawać medale od Pana Laritate, rezygnuje, ale po rozmowie ze swoją uliczną przyjaciółką znów postanawia wrócić do klubu, aby jej nie zawieszono. Tymczasem Max chce umówić się na randkę z dziewczyną o imieniu Jannettte, ale nie wie, jak do niej zagadać. Justin mówi mu, że dziewczyny cenią u chłopaków poczucie humoru, co pomaga Maxowi, który w końcu umawia się na randkę. Max mówi o swojej pierwszej randce rodzicom, a oni sądzą, że jest za młody, by spotykać się sam na sam z dziewczyną i że będą się nim opiekować. Justin spławia rodziców i umawia się z Maxem, iż będzie udawał kelnera. Podczas randki Max wyśmiewa się z Justina, który się przez to denerwuje i niszczy Maxowi randkę. Zaklęcia: Przez telefon się przenoszę do szkoły, której nie znoszę – przenosi do szkoły przez telefon. Najzwyczajniej jesteś klaunem – zamienia daną osobę w klauna. Gościnnie: Bill Chott jako pan Laritate, Kathryn Foley jako Jennette Brocolleti, Jo Anne Worley jako Maggie, Gilland Jones jako Jenny, Steve Purnick jako Store Owner. |                                       |                                                   |                 |                             |                      |                      |      |
| 39 | Hugh's Not Normous                    | Hugh Nie Normus                                   | Ken Ceizler     | Justin Varava               | 12 kwietnia 2009     | 10 października 2009 | 3.40 |
| Jerry mówi Alex, że ma pomagać ludziom. Dziewczyna postanawia pomóc Hugh i odnaleźć jego prawdziwych rodziców. Przechowuje go w swoim pokoju, ale Hugh jest adoptowany przez olbrzymów, tak więc ciągle mówił, że płynie w nim krew olbrzyma, choć był mały, więc pomniejsza swój pokój. Potem Max przypadkiem rujnuje pokój Alex i ta każe mu go naprawić. Więc wpada na głupi pomysł, by zrujnować swój pokój, aby odciągnąć uwagę od zniszczonego pokoju Alex. Tymczasem dziewczyna odnajduje biologicznych rodziców Hugh i jednocześnie wykazuje się wielką odpowiedzialnością. Magiczne obiekty: Magiczna prycz: łaskoczące narzędzie tortur, olbrzymy, Bezcenna Księga Drzewa Genealogicznego, magiczne drzewo genealogiczne z gadającymi liśćmi. Zaklęcia: Włos na głowie, jak być wielkim Hugh się dowie! – zmniejsza pokój. Pokojus Naprawius! – przywraca pokojowi normalny rozmiar. Gościnnie: Josh Sussman jako Hugh Normous, Clarinda Ross jako Cathy Normous, Lee Reherman jako Doug Normous, Christopher Neiman jako Stu Fineman, Rose Abdoo jako Mary Lou Fineman. |                                       |                                                   |                 |                             |                      |                      |      |
| 40 | Don't Rain On Justin's Parade – Earth | Niech Nie pada Na Paradzie Justina – Ziemi        | Bob Koherr      | Richard Goodman             | 19 kwietnia 2009     | 15 września 2010     | 3.72 |
| W szkole każdy uczeń musi wybrać sobie mentora. Max wybiera śpiewającego glinę – Oficera Bryana, Alex pana Laritate, a Justin prezentera pogody – Baxtera Knighta. Baxter od dłuższego czasu źle przewiduje pogodę, więc Justin postanawia pomóc mu za pomocą magii. Sprawia, że wszystkie przepowiedziane przez niego zjawiska pogodowe się sprawdzają. Wściekła Matka Natura, stosuje karę na Justinie i przez cały czas pada na niego deszcz. Alex ratuje Justina. Zaklęcia: Prognoza Baxtera Knighta była jasna, niech spadnie śnieg na połowę miasta! – sprawia, że zaczyna padać śnieg zgodnie z prognozą pogody. Mój nowy plan jest taki, niech spadnie grad wielki jak ziemniaki! – sprawia, że zaczyna padać grad wielkości ziemniaka. To co on! – sprowadza Matkę Naturę. Magiczne obiekty: Matka Natura. Gościnnie: Bill Chott jako pan Laritate, Jenica Bergere jako matka Natura, Steve Monroe jako Baxter Knight, Robert Mammana jako oficer Bryan. Role epizodyczne: Casey Jon Diedrick jako Sal, John Burke jako prowadzący wiadomości, Kimberly Perez jako uczennica Harper. Nieobecna: Maria Canals Barrera jako Theresa Russo. |                                       |                                                   |                 |                             |                      |                      |      |
| 41 | Family Game Night                     | Rodzinna Noc Gier                                 | Bob Koherr      | Gigi McCreery Perry Rein    | 26 kwietnia 2009     | 13 lutego 2010       | 4.74 |
| Alex zamienia się z Harper ciałami. Potem okazuje się, że nie da się ich odmienić. Alex wykorzystuje różne zaklęcia, ale żadne nie działają. W końcu przez przypadek mózgi obydwóch dziewczyn lądują w ciele Alex, a w ciele Harper nie ma nic. Tymczasem pewna dziewczyna imieniem Daphne uważa się za dziewczynę Justina, a ten próbuje się jej pozbyć. Jerry odnajduje starą grę planszową i prosi, by on i cała jego rodzina spędzili znów noc gier rodzinnych. Justin zaprasza Daphne do domu, ponieważ chce, aby ona z nim zerwała poprzez zniechęcenie do jego rodziców. Jerry i Theresa kłócą się podczas gry, przez co Daphne ucieka, bo uważa, że rodzina Russo jest zwariowana. Zaklęcia: (imię i imię) Zamiana ciałorum m-i-a ciałora s-u-a głowora – zamienia dwie osoby ciałami (działa do zachodu słońca). Mamy plan gotowy, chcemy zmienić swoje głowy – zmienia fryzury. Zmieniam głos, odmieniam los – zamienia głosy. Głosy przenosy – zamienia inne głosy. Po tej całej udręce, mózgi wracają na miejsce – zamienia mózgi dwóm osobom. Mózgu chciej opuścić mnie! – sprawia, że mózg wraca na swoje miejsce. Gościnnie: Christa B. Allen jako Daphne |                                       |                                                   |                 |                             |                      |                      |      |
| 42 | Justin's New Girlfriend               | Nowa Dziewczyna Justina                           | Victor Gonzalez | Richard Goodman             | 2 maja 2009          | 6 lutego 2010        | 3.69 |
| Alex jest zazdrosna o to, co jest pomiędzy Justinem i Harper. Oboje chcą oglądać razem film niemy, dlatego Alex ma zamiar ich poróżnić. Sprawia, że Harper znów tak jak kiedyś głupio się w nim zakochuje, więc Justin przestaje się z nią spotykać. Gdy Alex ma dość ich dąsów, znów próbuje ich pogodzić. Harper i Justin mają tego dość, więc Justin zmienia całe życie Alex w jeden niemy film, których Alex nie cierpi. Tymczasem Theresa i Jerry są na siebie źli, gdyż oboje narzekają na swoją pracę i sądzą, że praca tego drugiego jest łatwa. Zamieniają się więc rolami w restauracji – Jerry jest kelnerem, a Theresa przygotowuje kanapki. Oboje potajemnie płacą Maxowi, aby im pomagał, gdyż nie radzą sobie z nowymi wyzwaniami. Zaklęcia: Problem rozwiążcie sami, wychodząc wejdziesz drzwiami! – rzucone na drzwi, sprawia, że gdy się wychodzi nie da się wyjść z domu. Alex nic nie potrafi, jej zaklęcie szlak trafi! – sprawia, że odczynia się wcześniej rzucone zaklęcie. Zabieram ci kolor i głos, niech odmieni się twój los! – zmienia wszystko dookoła w niemy film. |                                       |                                                   |                 |                             |                      |                      |      |
| 43 | My Tutor, Tutor                       | Moja Nauczycielka, Uczy                           | David DeLuise   | Vince Cheung Ben Montanio   | 29 maja 2009         | 14 września 2010     | 3.83 |
| Max nie radzi sobie z nauką czarów. Russowie postanawiają zatrudnić korepetytorkę o imieniu Różdżka. Dziewczyna szybko wiąże kontakt z rodziną, a najbardziej z Alex i Justinem. Gdy dowiadują się, że gdy Max zda test, będzie musiała odejść i zerwać wszystkie stosunki z rodziną, postanawiają uknuć plan, by Max nie zaliczył testu... Zaklęcia: Hokel, pokel niech zniknie fotel! – sprawia, że znika jakaś rzecz. Hydrauliczne szczęście, da mi do odpływu wejście! – wyczarowuje łuk z gumową strzałą. Wnętrze twe, chce tu mieć! – wydobywa coś z czegoś. Magiczne obiekty: Elf, Leprikon, Karty Merlina. Nieobecny: David DeLuise jako Jerry Russo. Gościnnie: Paulina Olszynski jako Różdżka, Dana Michael Woods jako Leprikon. |                                       |                                                   |                 |                             |                      |                      |      |
| 44 | Paint By Committee                    | Malować Dla Komitetu                              | Bob Koherr      | Peter Dirksen               | 26 czerwca 2009      | 16 października 2010 | 6.01 |
| Alex zostaje wybrana by namalować obraz na szkolnej ścianie. Ale kiedy wszyscy podsuwają je pomysły, które nie pokrywają się z tym co ona chce zrobić, używa magii, by wszyscy widzieli to co chcą, żeby było namalowane na ścianie. Kiedy Justin dowiaduje się, co zrobiła Alex, postanawia za pomocą magii umieścić jej obraz na ścianie. Nikomu, prócz Alex się to nie podoba. Tymczasem Max wystawia w internecie filmiki z Jerrym i Theresą w roli głównej. Następnie sam postanawia zostać 'gwiazdą'. Zaklęcia: Ściana pokrywa się obrazami, piękno jest względne, zobaczcie sami! – sprawia, że każdy widzi na ścianie to co chce widzieć. Obraz z tunelu, niech zobaczy wielu! – na ścianie pojawia się obraz, którego chciała Alex. Gościnnie: Dan Benson jako Zeke, Bill Chott jako pan Laritate, Peter Hulne jako Lee Link. Rola epizodyczna: Tim Dougherty jako Karl. |                                       |                                                   |                 |                             |                      |                      |      |
| 45 | Wizard For A Day                      | Czarodziej Na Dzień                               | Bob Koherr      | Justin Varava               | 10 lipca 2009        | 16 października 2010 | 3.72 |
| Jerry ma urodziny, więc Alex, Justin i Max myślą co dać ojcu. Justin daje mu pudełko na ołówki (tak naprawdę naostrzające ołówki). Alex znajduje w księdze o magii Kapelusz Merlina, która przez cały dzień może dać zwykłemu człowiekowi moc. Jerry robi sobie Mleczny Shake i potem opowiada, że jest zrobiony z Pasa Asteroid z drogi mlecznej i mówi że był podawany w restauracji. Potem Alex bierze kapelusz i z restauracji Waverly Sub Station robi restauracje jaką opowiadał. Wtedy Jerry dostaje dyplom za najbardziej Shake'ową restauracje w Nowy Jorku. Potem zatrudnia Harper i dzieci. Nagle przylatują kosmici i atakują rodzinę Russo... Magiczne obiekty: Kapelusz Merlina, smocze serce. Gościnnie: Dan Benson jako Zeke, Amir Talai jako Przywódca kosmitów. |                                       |                                                   |                 |                             |                      |                      |      |
| 46 | Cast-Away (To Another Show)           | Wyjechali (Do Innego Show                         | Victor Gonzalez | Peter Murrieta              | 17 lipca 2009        | 24 grudnia 2009      | 9.29 |
| Justin dostaje się na rejs nastolatków na Hawaje luksusowym statkiem S.S.Tipton. Razem z nim ma popłynąć Max, ale Alex rodzice zabraniają płynąć z powodu złych ocen. W końcu jednak Alex przekonuje rodziców do rejsu, gdy dowiaduje się, że na statku jest szkoła. Wydobywa ze swojej torby Harper, której każe przedstawić się w szkole jako Alex Russo. Harper zaprzyjaźnia się z Codym Martinem, uczniem Liceum Siedmiu Mórz. Tymczasem Justin przebiera się za doktora i umawia się na randkę z córką właściciela statku, miliarderką – London Tipton. Gdy ma dojść do pocałunku London opuszcza go, gdyż musi spotkać się z rodziną Russo. Justin jest pewien, że dziewczyna go znienawidzi, jednak nie docenia głupoty dziewczyny, która go nie rozpoznaje. Tymczasem Max urządza sobie konkurs na większego twardziela z uczniem szkoły na statku – Zackiem Martinem. Natomiast Alex podaje się kierownikowi rejsu – panu Moseby'emu za Ashley Olsen, ale szybko zapomina swojego zmyślonego nazwiska. Zaprzyjaźnia się z dziewczyną ze statku, uczennicą – Bailey Pickett. Gra z nią w przeciąganie liny, a potem w inne gry i zabawy. W końcu jednak, gdy Bailey woła do niej po imieniu (Ashley Olsen), a ona sama mówi o sobie Ashley Simpson, przy Maxie, który twierdzi, że jego siostra nazywa się Alex Russo, a na domiar złego Harper woła do niej Harper Finkle. Pan Moseby odkrywa, że Alex chciała się po prostu zabawić. Dziewczyna wyjawia mu prawdę, wysyła Harper do domu, a London obraża się na Justina, gdyż jako 'doktor' nie potrafił uratować Bailey. Zaklęcia: Bagaż mój w domu jest, chcę by tu znalazł się! – sprawia, że pojawia się jakaś rzecz, która jest gdzieś indziej. Zachód i wschód, przygód jest w bród, co do atomu, wyślij Harper do domu! – wysyła kogoś do domu. Gościnnie: Cole Sprouse jako Cody Martin, Dylan Sprouse jako Zack Martin, Debby Ryan jako Bailey Pickett, Brenda Song jako London Tipton, Phill Lewis jako Marion Moseby, Miley Cyrus jako Miley Stewart/Hannah Montana, Emily Osment jako Lilly Truscott/Lola Luftnagle, Mitchel Musso jako Oliver Oken, Jason Earles jako Jackson Stewart, Moises Arias jako Rico Notka: W tym odcinku jest obecna również obsada serialu Hannah Montana, lecz nie mają styczności z Czarodziejami. |                                       |                                                   |                 |                             |                      |                      |      |
| 47 | Wizards vs. Vampires on Waverly Place | Czarodzieje przeciwko Wampirom na Waverly Place   | Victor Gonzalez | Peter Murrieta              | 24 lipca 2009        | 26 października 2009 | 5.04 |
| Niedaleko restauracji Russo zostaje otwarta inna restauracja „Późny kąsek”. Justin idzie na przeszpiegi i zakochuje się w córce właścicieli, Julii. Później okazuje się, że Van Heusenowie wraz z Julią to wampiry. Ani Russowie, ani Van Heusenowie nie pozwalają spotykać się Justinowi i Julii. Alex daje specjalne okulary Justinowi (na jakiś czas) dzięki czemu maskuje się w restauracji wampirów i spędza czas z Julią. Niestety, chwilę potem Alex zabiera mu okulary i musi uciekać z „Późnego Kąska”. W końcu jednak rodzice obu zakochanych pozwalają im się spotykać. Tymczasem Alex próbuje pozbyć się Maxa na całe wakacje wysyłając go na obóz, gdyż nie może znieść jego ciągłych przedrzeźniań. Magiczne obiekty: Wampiry, magiczne okulary: gdy się je włoży staje się kimś innym. Gościnnie: Bridgit Mendler jako Julia Van Heusen, Anne Ramsay jako Cindy Van Heusen, JD Cullum jako Alucard Van Heusen. Rola epizodyczna: Andrew Michael Davies jako alternatywny Justin. Nota: W niektórych krajach zostają wycięte niektóre sceny, np. jak spotkanie Alex z organizatorem obozu. Takim sposobem odcinek trwa 23 minuty, a nie 38. Nota: Julia, gdy mówiła o wilkołaku, miała na myśli Masona. |                                       |                                                   |                 |                             |                      |                      |      |
| 48 | Wizards vs. Vampires: Tasty Bites     | Czarodzieje przeciwko Wampirom: Smaczne Ukąszenie | Mark Cendrowski | Justin Varava               | 31 lipca 2009        | 27 października 2009 | 4.80 |
| Julia przekonuje rodzinę Russo do zdrowego stylu życia. Max powiększa dynię na balkonie i zamieszkuje w niej. Tymczasem Harper i Alex zatrudniają się w „Późnym Kąsku” i dowiadują się od rodziców Julii, że młode wampiry zachęcają ofiary do zdrowego stylu życia, aby potem wypić ich zdrową krew. Justin panicznie na to reaguje. Później dowiaduje się od Julii, że jej rodzice chcą wyssać krew Harper i Alex. Informują o tym Jerry’ego i Theresę, a potem biegną do „Późnego Kąska”, gdzie prawie dochodzi do wyssania krwi Alex przez matkę Julii. Alex zwalnia się, a Van Heusenowie obiecują Russom, że już nigdy nie próbują ich zaatakować. Magiczne obiekty: Wampiry. Zaklęcia: Dziś stanie się coś miłego, warzywa nabiorą smaku dobrego – wyrasta gigantyczna dynia. Gościnnie: Bridgit Mendler jako Julia Van Heusen, Anne Ramsay jako Cindy Van Heusen i JD Cullum jako Alucard Van Heusen |                                       |                                                   |                 |                             |                      |                      |      |
| 49 | Wizards vs. Vampires: Dream Date      | Czarodzieje przeciwko Wampirom: Randka We Śnie    | Bob Koherr      | Gigi McCreery Perry Rein    | 7 sierpnia 2009      | 28 października 2009 | 5.00 |
| Alex za pomocą pewnego urządzenia kontroluje sny Deana, ponieważ on wyjechał. Nieoczekiwanie przyjeżdża do Alex. Idzie z nią na randkę, ale Alex się ona nie podoba bo chłopak się nią nie interesuje i jest inaczej niż we śnie. Alex chce z nim zerwać, ale nie raniąc jego uczuć. Za namową Harper rzuca na siebie zaklęcie flei. Ku jej zdumieniu zrywając z nią Dean udaje, że jest w porządku. Odwiedza go potem w śnie i dowiaduje się, że Dean powiedział tak bo bardzo to przeżywał i Alex była jego pierwszą miłością (i na odwrót). Tymczasem Julia proponuje Justinowi wspólny wyjazd nad jezioro z jej rodzicami, aby za sobą nie tęsknili. Justin mówi jej, że chciałby, ale jego tata się nie zgadza, jednak tak naprawdę jego tata zgadza się, lecz chłopak się boi. Gdy wampirzyca dowiaduje się, że Justin ją okłamał obraża się an niego i wyjeżdża bez niego. Justin po rozmowie z ojcem dogania Julię na latającym dywanie, a ta mówi, że też go kocha (tak jak on jej powiedział w poprzednim odcinku). Magiczne obiekty: Wampiry, latający Dywan, czytacz snów. Zaklęcia: Za jeden moment zniknie laska, w jej miejscu zjawi się brudaska – zmienia dziewczynę w brzydką, śmierdzącą, niezadbaną fleję. Gościnnie: Bridgit Mendler jako Julia Van Heusen, Daniel Samonas jako Dean Moriarty, Amanda Tepe jako sprzedawczyni Hot-Dogów Nieobecna: Maria Canals Barrera jako Theresa Russo. |                                       |                                                   |                 |                             |                      |                      |      |
| 50 | Wizards & Vampires vs. Zombies        | Czarodzieje & Wampiry przeciwko Zombie            | Victor Gonzalez | Gigi McCreery Perry Rein    | 8 sierpnia 2009      | 23 stycznia 2010     | 3.95 |
| Justin chce zaimponować Julii, śpiewając dla niej na balu szkolnym, ale bez pewnego pierścienia w ogóle się to nie udaje. Tymczasem Zombie przez przypadek zaproszone przez Maxa wstają z grobów i udają się na bal zombie, organizowany przez Alex i Harper, gdzie wszyscy się przebierają za zombie. Potem Alex i Justin próbują powstrzymać kreatury i Harper, która z nimi zadziera, gdyż ma pierścień dla strachliwych. Gdy Alex dowiaduje się, że są to prawdziwe Zombie, razem z Harper, Maxem, Justinem, Julią i Zeke'iem staczają z nimi walkę taneczną i wygrywają. Harper i Zeke stają się parą, podobnie jak Julia i Justin. Magiczne obiekty: wampiry, zombie, Anty-Strachliwy Pierścień. Gościnnie: Bridgit Mendler jako Julia Van Heusen, Dan Benson jako Zeke. Role epizodyczne: Christopher Recupito Rossi jako chłopak Zombie, Callie Carson jako dziewczyna Zombie. Nieobecna: Maria Canals Barrera jako Theresa Russo |                                       |                                                   |                 |                             |                      |                      |      |
| 51 | Retest                                | Powtórka Z Testu                                  | Victor Gonzalez | Todd J. Greenwald           | 21 sierpnia 2009     | 27 lutego 2010       | 3.94 |
| Okazuje się, że Jerry i Kelbo muszą jeszcze raz przejść czarodziejski test, inaczej swoje moce stracą też Alex, Justin i Max. Tymczasem okazuje się, że jest jeszcze ciotka Megan, która obraziła się na rodzinę, kiedy Jerry oddał moc Kelbo. Wszyscy chcą naprawić sytuację, więc rodzeństwo Russo odwiedza ciotkę w Paryżu i namawia do powrotu do domu. Ta jednak pozostaje nieugięta i nie ma zamiaru im pomagać, póki bracia jej nie przeproszą. Kelbo i Jerry nie chcą tego zrobić. Wtedy to Theresa i Alex jeszcze raz odwiedzają ciotkę w Paryżu i wyzywają ją od samotnej i zgorzkniałej jędzy, której nie zależy na rodzinie. Następnego dnia, gdy pracownia już jest pusta i przybywa pan McFly, który ma zabrać moce Kelbo, Alex, Justina i Maxa, rodzeństwo Russo za namową Alex dobrowolnie oddaje mu swoje moce. Wtedy to McFly lituje się nad nimi i pozwala im zatrzymać moc. Zaklęcia: Chcemy odwiedzić naszą ciocię, mieszka w Paryżu, w Texasie! – przenosi do Paryża. Zumal,zumal,zumal,hej siostro, leć siostro, Paryż, Texas – zabiera jakąś osobę do Paryża. Na świata strony rozpakuj te kartony – rozpakowuje pudełka. Gościnnie: Jeff Garlin jako wujek Kelbo, Carrie Genzel jako ciocia Megan. Rola epizodyczna: Jay Brian Winnick jako pan McFly. Nota: Jest to ostatni odcinek drugiej serii. |                                       |                                                   |                 |                             |                      |                      |      |
| - A^ Podczas premiery na Disney Channel USA. |                                       |                                                   |                 |                             |                      |                      |      |